# Piero Magallanes
Piero Alessandro Magallanes Broggi (Surco, Lima, Perú, 7 de abril de 2001) es un futbolista peruano. Juega de delantero y su equipo actual es el Sport Huancayo de la Liga 1. Es hijo del exfutbolista Alex Magallanes.

## Trayectoria

### Universitario de Deportes
Llegó a Universitario de Deportes en el 2019 a pasar una prueba, prueba la cual termina convenciendo al comando técnico de Juan Pajuelo. En el 2019 se consolidó en el equipo de reservas del club, logrando anotar 3 goles en el año.

#### Deportivo Coopsol
Luego de no tener oportunidades en el primer equipo de Universitario, se fue a préstamo por una temporada al Deportivo Coopsol de la Liga 2 Perú. Logró debutar profesionalmente y realizaría una campaña regular en Coopsol, logrando anotar 2 goles en 12 partidos y dando 2 asistencias.
En el 2023 fue campeón de la Liga 2 con el Comerciantes Unidos al quedar primera en la tabla acumulada, por lo cual conseguiría el ascenso a la Liga 1.

## Estadísticas
Actualizado al último partido disputado el 26 de septiembre de 2023
| Club                       | Div.          | Temporada     | Liga  | Liga  | Copas nacionales | Copas nacionales | Copas internacionales | Copas internacionales | Total | Total |
| Club                       | Div.          | Temporada     | Part. | Goles | Part.            | Goles            | Part.                 | Goles                 | Part. | Goles |
| -------------------------- | ------------- | ------------- | ----- | ----- | ---------------- | ---------------- | --------------------- | --------------------- | ----- | ----- |
| Deportivo Coopsol · Perú   | 2.ª           | 2021          | 12    | 2     | —                | —                | —                     | —                     | 12    | 2     |
| Deportivo Coopsol · Perú   | Total club    | Total club    | 12    | 2     | 0                | 0                | 0                     | 0                     | 12    | 2     |
| Unión Huaral · Perú        | 2.ª           | 2022          | 18    | 1     | —                | —                | —                     | —                     | 18    | 1     |
| Unión Huaral · Perú        | Total club    | Total club    | 18    | 1     | 0                | 0                | 0                     | 0                     | 18    | 1     |
| Comerciantes Unidos · Perú | 2.ª           | 2023          | 25    | 7     | —                | —                | —                     | —                     | 25    | 7     |
| Comerciantes Unidos · Perú | Total club    | Total club    | 25    | 7     | 0                | 0                | 0                     | 0                     | 25    | 7     |
| Total carrera              | Total carrera | Total carrera | 55    | 10    | 0                | 0                | 0                     | 0                     | 55    | 10    |

## Palmarés

### Torneos nacionales
| Título | Club                | País | Año  |
| ------ | ------------------- | ---- | ---- |
| Liga 2 | Comerciantes Unidos | Perú | 2023 |

### Distinciones individuales
| Distinción                                                                      | Año  |
| ------------------------------------------------------------------------------- | ---- |
| Equipo ideal de la Copa Bicentenario según el portal periodístico Dechalaca.com | 2019 |
| Equipo ideal de la Liga 2 según Dechalaca.com                                   | 2020 |
| Mejor once de la Liga 2 según la SAFAP                                          | 2020 |
| Mejor once de la Liga 2 según la SAFAP                                          | 2021 |